# Dereköy, Havza
Dereköy là một xã thuộc huyện Havza, tỉnh Samsun, Thổ Nhĩ Kỳ. Dân số thời điểm năm 2010 là 411 người.